# Улюблений син (фільм, 1994)
«Улюблений син» (фр. Le fils préféré) — французький фільм-драма 1994 року, поставлений режисеркою Ніколь Гарсія. Фільм було номіновано в чотирьох категоріях на здобуття французької національної кінопремії «Сезар», в одній з яких, за найкращу чоловічу роль (Жерар Ланвен), він отримав нагороду .

## Сюжет
Життя Жана-Поля Мантенья (Жерар Ланвен), менеджера готелю на Французькій Рив'єрі, починає ставати проблематичним, і професійно, і емоційно. Він повинен терміново знайти велику суму грошей для сплати боргу. Його батько-пенсіонер Рафаель, італієць за походженням, перебуває в лікарні і нічого не може зробити для нього. Жан-Поль намагається звернутися за допомогою до двох своїх братів. Старший Френсіс (Бернар Жиродо), від якого батько відмовився через його гомосексуальність, викладає в Мартізі і не має грошей; молодший брат, Філіп (Жан-Марк Барр), адвокат у Мілані, категорично відмовляється допомогти через стосунки, які Жан-Поль колись мав з його дружиною. Від безвиході Жан-Поль купує страховку життя від імені свого батька, підробивши документи…

## У ролях
| Жерар Ланвен     | ···· | Жан-Поль Мантенья |
| Бернар Жиродо    | ···· | Френсіс           |
| Жан-Марк Барр    | ···· | Філіп             |
| Роберто Герліцка | ···· | Рафаель, батько   |
| Маргеріта Бай    | ···· | Анна-Марія        |
| П'єр Монді       | ···· | лихвар-стоматолог |
| Карін Віар       | ···· | Мартіна           |
| Антонієтта Мойя  | ···· | Одетта            |
| Філіп Дюкло      | ···· | Вожель            |

## Визнання
| Нагороди та номінації фільму «Улюблений син» | Нагороди та номінації фільму «Улюблений син» | Нагороди та номінації фільму «Улюблений син»                | Нагороди та номінації фільму «Улюблений син» | Нагороди та номінації фільму «Улюблений син» | Нагороди та номінації фільму «Улюблений син» |
| Рік                                          | Кінофестиваль/кінопремія                     | Категорія/нагорода                                          | Номінант                                     | Результат                                    | Результат                                    |
| -------------------------------------------- | -------------------------------------------- | ----------------------------------------------------------- | -------------------------------------------- | -------------------------------------------- | -------------------------------------------- |
| 1995                                         | 20-а церемонія премії «Сезар»                | Найкращий фільм                                             | Улюблений син                                | Номінація                                    |                                              |
| 1995                                         | 20-а церемонія премії «Сезар»                | Найкращий режисер                                           | Ніколь Гарсія                                | Номінація                                    |                                              |
| 1995                                         | 20-а церемонія премії «Сезар»                | Найкращий актор                                             | Жерар Ланвен                                 | Перемога                                     |                                              |
| 1995                                         | 20-а церемонія премії «Сезар»                | Найкращий актор другого плану                               | Бернар Жиродо                                | Номінація                                    |                                              |
| 1995                                         | Міжнародний кінофестиваль у Карлових Варах   | Кришталевий глобус                                          | Улюблений син                                | Номінація                                    |                                              |
| 1995                                         | Авіньйонський кінофестиваль                  | Премія товариства драматичних авторів і композиторів (SACD) | Ніколь Гарсія                                | Перемога                                     |                                              |